# Kossoworotka

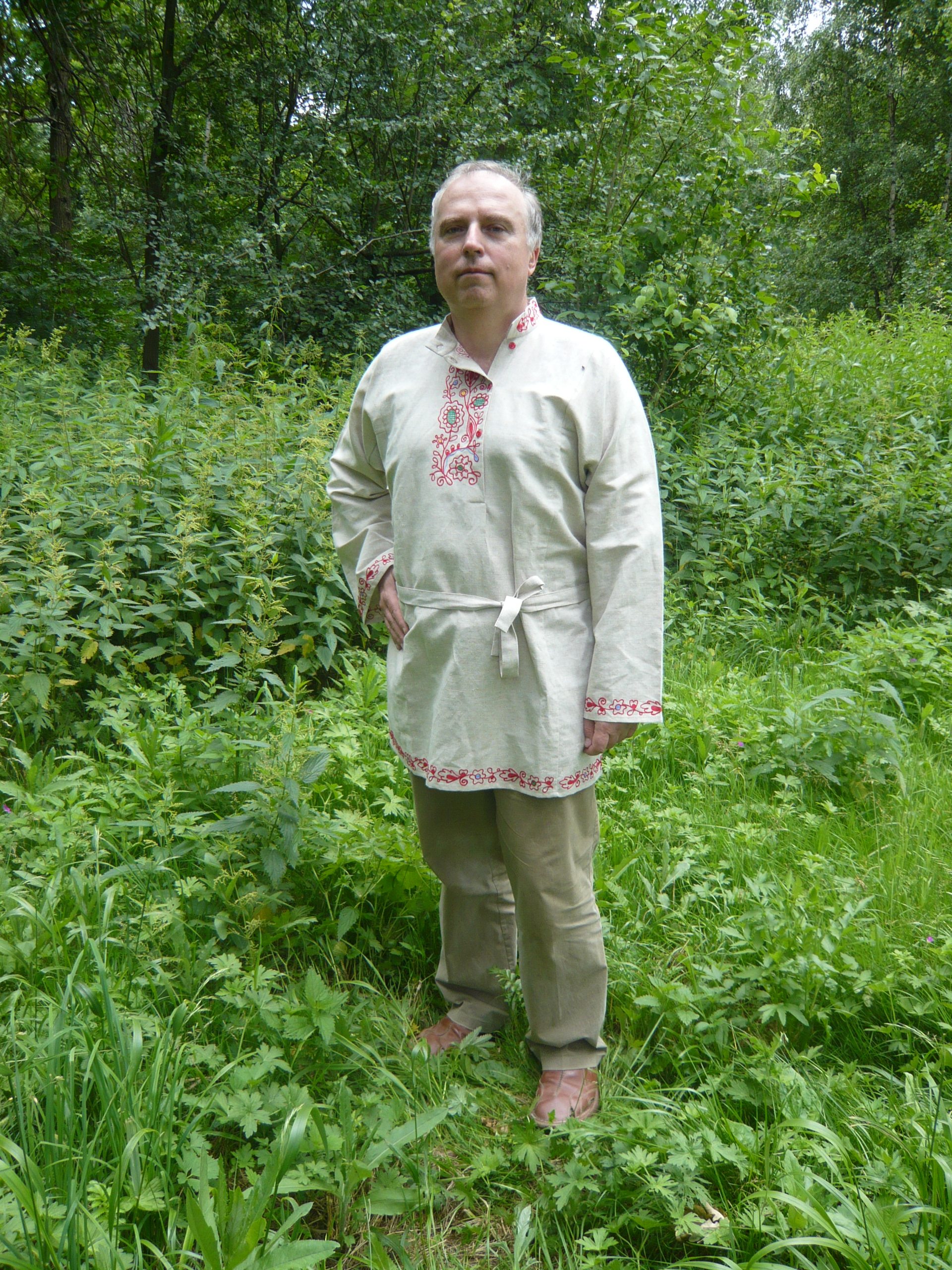
Mann mit Kossoworotka

Kossoworotka (russisch косоворо́тка; wörtlich: schräger Kragen) ist ein Hemd, dessen Halsausschnitt nicht mittig, wie bei gewöhnlichen Hemden, sondern seitlich versetzt angeordnet ist.
Die Kossoworotka war ein Element der traditionellen russischen Männerbekleidung. Sie wurde als Oberhemd, aber auch als Unterhemd getragen.

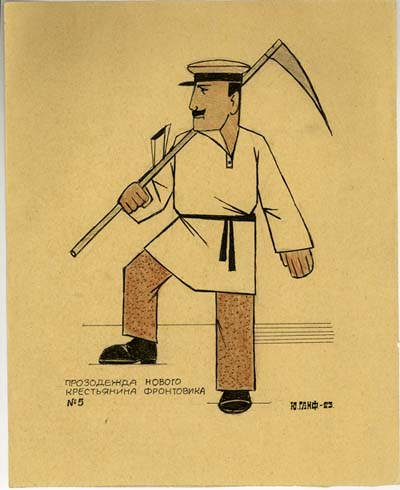
Zeichnung eines Kossoworotka

Die Kossoworotka wurde über der Hose getragen, oft mit einer Art Stoffgürtel mit Fransen. Der Knoten dieses Gürtels wurde auf der linken Seite getragen.